# 托特 (科多尔省)
托特（法語：Thoste，法語發音：[tot]）是法国科多尔省的一个市镇，属于蒙巴尔区。

## 地理
托特（47°26'11"N, 4°13'33"E）面积10.84 平方千米，位于法国勃艮第-弗朗什-孔泰大區科多尔省，该省份为法国中东部省份，北起奥布省，西接涅夫勒省和约讷省，南至索恩-卢瓦尔省，东南接汝拉省，东临上索恩省，东北部与上马恩省接壤。
与托特接壤的市镇（或旧市镇、城区）包括：福尔莱昂、库尔塞勒弗雷穆瓦、库尔塞勒莱瑟米尔、莫尔旺地区栋皮埃尔、蒙蒂尼圣巴泰勒米、拉罗什昂布勒尼勒、维克德沙斯奈。
托特的时区为UTC+01:00、UTC+02:00（夏令时）。

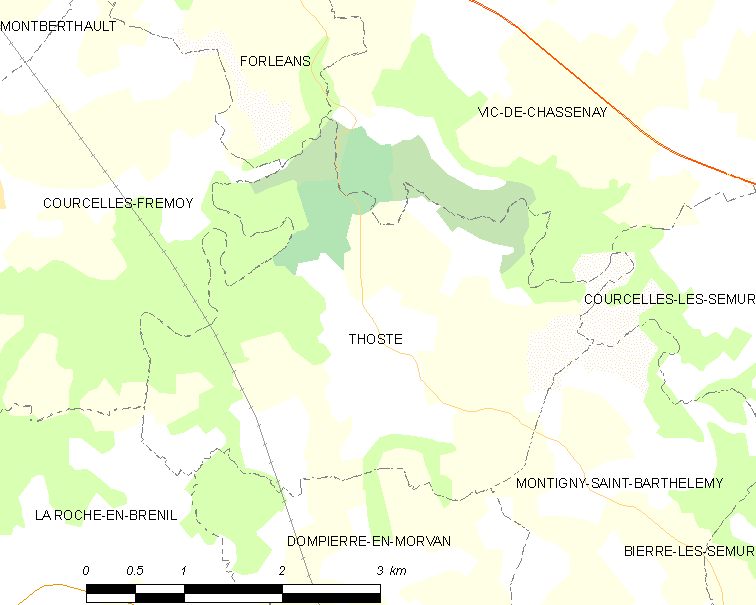
托特的OSM定位图

## 行政
托特的邮政编码为21460，INSEE市镇编码为21635。

## 政治
托特所属的省级选区为欧苏瓦地区瑟米尔县。

## 人口

1962-2008年间托特人口变化图示

托特于2022年1月1日时的人口数量为101人。